# James W. Horne
James Wesley Horne (San Francisco, 14 december 1881 – Los Angeles, 29 juni 1942) was een Amerikaans acteur, scenarist en filmregisseur. Hij begon zijn acteurcarrière in 1913 bij regisseur Sidney Olcott in de Kalem Studios en regisseerde daar ook zijn eerste film in 1915.
Hij is onder meer de regisseur van College uit 1927 met Buster Keaton in de hoofdrol, een film opgenomen in de filmstudio van deze laatste.  Vervolgens verhuisde hij naar de filmstudio's van Hal Roach waar heel wat Laurel en Hardy films werden gedraaid. Met Stan Laurel en Oliver Hardy in de hoofdrollen regisseerde hij onder meer de kortfilms Big Business in 1929, Chickens Come Home, Laughing Gravy, Our Wife, Come Clean en One Good Turn, alle vijf in 1931, Any Old Port! in 1932 en Thicker than Water in 1935. Hij regisseerde ook drie langspeelfilms met het duo, Bonnie Scotland in 1935, The Bohemian Girl in 1936 en Way Out West in 1937.
Hij huwde met de actrice Cleo Ridgely met wie hij twee kinderen had. Horne werd begraven in Forest Lawn Memorial Park in Glendale, Californië. Horne was kort te zien in de biopic Stan & Ollie over het leven van Laurel en Hardy uit 2018, als regisseur in actie tijdens de opname van Way Out West, een rol vertolkt door Joseph Balderrama.